# Daniela Camargo
Daniela Camargo (Ibitinga, 6 de agosto de 1973) é uma ex-atriz brasileira. Abandonou a carreira em 1998 após se casar.

## Carreira
Criada entre Campinas e a Capital, aos sete anos debutava nos tablados amadores. Já adolescente, graças a sua notável beleza,  emplacou como modelo fazendo várias campanhas nacionais e internacionais. Ainda adolescente, em 1986, já aparecia na Rede Globo apresentando o Caso Verdade – Frost/Nixon, que foi ao ar de 6 de janeiro a 10 de janeiro; até que em 1990, com dezessete anos, participou de Mico Preto, sua primeira telenovela. Daniela trancou uma faculdade de Jornalismo e cursou Cinema e Artes Dramáticas na Universidade de São Paulo, e também estudou no Centro de Estudos Teatrais e Televisivos no RJ.

## Filmografia

### Televisão
| Ano  | Título                      | Personagem                   | Notas                       |
| ---- | --------------------------- | ---------------------------- | --------------------------- |
| 1986 | Caso Verdade                | Apresentadora especial       | Episódio: "Frost/Nixon"     |
| 1990 | Mico Preto                  | Katherine Menezes Garcia     |                             |
| 1991 | Ilha das Bruxas             | Alice                        |                             |
| 1991 | Vamp                        | Helena de Araújo Góes (Lena) |                             |
| 1993 | Sonho Meu                   | Francisca Fontana            |                             |
| 1994 | As Pupilas do Senhor Reitor | Amália                       |                             |
| 1996 | Antônio Alves, Taxista      | Matilde                      |                             |
| 1997 | Os Ossos do Barão           | Mariana                      | Episódios: "28–30 de abril" |
| 1997 | Você Decide                 | Camila                       | Episódio: "O Intruso"       |
| 1997 | Por Amor e Ódio             | Cristiane Saragossa          |                             |
| 1998 | Alma de Pedra               | Andréia Diniz                |                             |
| 1998 | A História de Ester         | Ester                        |                             |

### Cinema
| Ano  | Título       | Personagem |
| ---- | ------------ | ---------- |
| 2008 | Fim da Linha | Sandra     |

## Teatro
- Duvidae
- Jogo da Velha
- O Rei Pasmado e a Rainha Nua
- Rapunzel
- O Alquimista